# Férfi könnyűsúlyú kormányos nélküli négyes evezés a 2004. évi nyári olimpiai játékokon
A 2004. évi nyári olimpiai játékokon az evezés férfi könnyűsúlyú kormányos nélküli négyes versenyszámát augusztus 15. és augusztus 22. között rendezték a Szkíniasz evezős és kajak‑kenu központban. A versenyt a dán hajó nyerte az ausztrál és az olasz egység előtt.

## Versenynaptár
Az időpontok helyi idő szerint, zárójelben magyar idő szerint olvashatóak.
| Dátum                          | Időpont       | Forduló     |
| ------------------------------ | ------------- | ----------- |
| 2004. augusztus 15., vasárnap  | 8:50 (7:50)   | Előfutamok  |
| 2004. augusztus 17., kedd      | 16:50 (15:50) | Reményfutam |
| 2004. augusztus 19., csütörtök | 9:10 (8:10)   | Elődöntők   |
| 2004. augusztus 21., szombat   | 11:30 (10:30) | B-döntő     |
| 2004. augusztus 22., vasárnap  | 9:10 (8:10)   | A-döntő     |

## Rekordok
A verseny előtt a következő rekordok voltak érvényben:
| Világrekord | Dánia (DEN) | 5.45,60 | Luzern, Svájc | 1999. |

A versenyen új rekord született:
| Olimpiai rekord | Iain Brambell · Jon Mandick · Gavin Hassett · Jon Beare (CAN)          | 5:51,18 | Athén, Görögország | 2004. augusztus 15. |
| Olimpiai rekord | Thor Kristensen · Thomas Ebert · Stephan Mølvig · Eskild Ebbesen (DEN) | 5:50,72 | Athén, Görögország | 2004. augusztus 15. |
| Olimpiai rekord | Glen Loftus · Anthony Edwards · Ben Cureton · Simon Burgess (AUS)      | 5:50,24 | Athén, Görögország | 2004. augusztus 15. |

## Eredmények
Az idők másodpercben értendők. A rövidítések jelentése a következő:
- QS: Elődöntőbe jutás helyezés alapján
- QA: Az A-döntőbe jutás helyezés alapján
- QB: A B-döntőbe jutás helyezés alapján
- OR: Olimpiai rekord

### Előfutamok
Három előfutamot rendeztek, öt, valamint négy-négy résztvevővel. Az első három helyezett bejutott az elődöntőbe, a többiek a reményfutamba kerültek. 
| Helyezés | Nemzet                                                                                        | Idő      | Mj       |
| 1. futam | 1. futam                                                                                      | 1. futam | 1. futam |
| -------- | --------------------------------------------------------------------------------------------- | -------- | -------- |
| 1.       | Kanada (CAN) · Iain Brambell, Jon Mandick, Gavin Hassett, Jon Beare                           | 5:51,18  | QS, OR   |
| 2.       | Hollandia (NED) · Gerard van der Linden, Ivo Snijders, Karel Dormans, Joeri de Groot          | 5:52,52  | QS       |
| 3.       | Ausztria (AUT) · Juliusz Madecki, Sebastian Sageder, Bernd Wakolbinger, Wolfgang Sigl         | 5:54,07  | QS       |
| 4.       | Szerbia és Montenegró (SCG) · Veljko Urošević, Nenad Babović, Goran Nedeljković, Miloš Tomić  | 5:56,12  |          |
| 5.       | Spanyolország (ESP) · Mario Arranz, Jesús González, Carlos Loriente, Alberto Domínguez        | 6:11,70  |          |
| 2. futam |                                                                                               |          |          |
| 1.       | Dánia (DEN) · Thor Kristensen, Thomas Ebert, Stephan Mølvig, Eskild Ebbesen                   | 5:50,72  | QS, OR   |
| 2.       | Olaszország (ITA) · Lorenzo Bertini, Catello Amarante, Salvatore Amitrano, Bruno Mascarenhas  | 5:52,17  | QS       |
| 3.       | Németország (GER) · Martin Müller-Falcke, Axel Schuster, Stefan Locher, Andreas Bech          | 5:52,68  | QS       |
| 4.       | Nagy-Britannia (GBR) · Mike Hennessy, Tim Male, Nick English, Mark Hunter                     | 6:05,57  |          |
| 3. futam |                                                                                               |          |          |
| 1.       | Ausztrália (AUS) · Glen Loftus, Anthony Edwards, Ben Cureton, Simon Burgess                   | 5:50,24  | QS, OR   |
| 2.       | Írország (IRL) · Richard Archibald, Eugene Coakley, Niall O'Toole, Paul Griffin               | 5:52,54  | QS       |
| 3.       | Egyesült Államok (USA) · Pat Todd, Matt Smith, Paul Teti, Steve Warner                        | 5:54,68  | QS       |
| 4.       | Oroszország (RUS) · Alekszandr Zjuzin, Szergej Bukrejev, Valerij Szaricsev, Alekszandr Szavin | 5:55,67  |          |

### Reményfutam
Egy reményfutamot rendeztek, négy résztvevővel. Az első három helyezett bejutott a döntőbe, a negyedik helyezett kiesett.
| Helyezés | Nemzet                                                                                        | Idő     | Mj |
| -------- | --------------------------------------------------------------------------------------------- | ------- | -- |
| 1.       | Oroszország (RUS) · Alekszandr Zjuzin, Szergej Bukrejev, Valerij Szaricsev, Alekszandr Szavin | 5:52,87 | QS |
| 2.       | Szerbia és Montenegró (SCG) · Veljko Urošević, Nenad Babović, Goran Nedeljković, Miloš Tomić  | 5:54,27 | QS |
| 3.       | Spanyolország (ESP) · Mario Arranz, Jesús González, Carlos Loriente, Alberto Domínguez        | 5:56,15 | QS |
| 4.       | Nagy-Britannia (GBR) · Mike Hennessy, Tim Male, Nick English, Mark Hunter                     | 5:58,80 |    |

### Elődöntő
Két elődöntőt rendeztek, hat-hat részvevővel. Az első három helyezett bejutott az a A-döntőbe, a többiek a B-döntőbe kerültek.
| Helyezés | Nemzet                                                                                       | Idő      | Mj       |
| 1. futam | 1. futam                                                                                     | 1. futam | 1. futam |
| -------- | -------------------------------------------------------------------------------------------- | -------- | -------- |
| 1.       | Olaszország (ITA) · Lorenzo Bertini, Catello Amarante, Salvatore Amitrano, Bruno Mascarenhas | 5:55,02  | QA       |
| 2.       | Ausztrália (AUS) · Glen Loftus, Anthony Edwards, Ben Cureton, Simon Burgess                  | 5:55,22  | QA       |
| 3.       | Kanada (CAN) · Iain Brambell, Jon Mandick, Gavin Hassett, Jon Beare                          | 5:57,44  | QA       |
| 4.       | Ausztria (AUT) · Juliusz Madecki, Sebastian Sageder, Bernd Wakolbinger, Wolfgang Sigl        | 5:58,73  | QB       |
| 5.       | Szerbia és Montenegró (SCG) · Veljko Urošević, Nenad Babović, Goran Nedeljković, Miloš Tomić | 6:00,07  | QB       |
| 6.       | Egyesült Államok (USA) · Pat Todd, Matt Smith, Paul Teti, Steve Warner                       | 6:01,84  | QB       |

| Helyezés | Nemzet                                                                                        | Idő      | Mj       |
| 2. futam | 2. futam                                                                                      | 2. futam | 2. futam |
| -------- | --------------------------------------------------------------------------------------------- | -------- | -------- |
| 1.       | Dánia (DEN) · Thor Kristensen, Thomas Ebert, Stephan Mølvig, Eskild Ebbesen                   | 5:55,85  | QA       |
| 2.       | Hollandia (NED) · Gerard van der Linden, Ivo Snijders, Karel Dormans, Joeri de Groot          | 5:57,47  | QA       |
| 3.       | Írország (IRL) · Richard Archibald, Eugene Coakley, Niall O'Toole, Paul Griffin               | 5:58,89  | QA       |
| 4.       | Oroszország (RUS) · Alekszandr Zjuzin, Szergej Bukrejev, Valerij Szaricsev, Alekszandr Szavin | 5:59,75  | QB       |
| 5.       | Németország (GER) · Martin Müller-Falcke, Axel Schuster, Stefan Locher, Andreas Bech          | 6:03,08  | QB       |
| 6.       | Spanyolország (ESP) · Mario Arranz, Jesús González, Carlos Loriente, Alberto Domínguez        | 6:07,01  | QB       |

### Döntők

#### B-döntő
A B-döntőt hat résztvevővel rendezték, az előfutamok 4–6. helyezettjeivel.
| Helyezés (Összesített) | Nemzet                                                                                        | Idő     |
| ---------------------- | --------------------------------------------------------------------------------------------- | ------- |
| 1. (7.)                | Szerbia és Montenegró (SCG) · Veljko Urošević, Nenad Babović, Goran Nedeljković, Miloš Tomić  | 6:19,00 |
| 2. (8.)                | Oroszország (RUS) · Alekszandr Zjuzin, Szergej Bukrejev, Valerij Szaricsev, Alekszandr Szavin | 6:20,64 |
| 3. (9.)                | Egyesült Államok (USA) · Pat Todd, Matt Smith, Paul Teti, Steve Warner                        | 6:22,24 |
| 4. (10.)               | Ausztria (AUT) · Juliusz Madecki, Sebastian Sageder, Bernd Wakolbinger, Wolfgang Sigl         | 6:22,85 |
| 5. (11.)               | Németország (GER) · Martin Müller-Falcke, Axel Schuster, Stefan Locher, Andreas Bech          | 6:23,28 |
| 6. (12.)               | Spanyolország (ESP) · Mario Arranz, Jesús González, Carlos Loriente, Alberto Domínguez        | 6:26,15 |

#### A-döntő
Az A-döntőt hat egységgel rendezték, az elődöntők 1–3. helyezettjeivel.
| Helyezés | Nemzet                                                                                       | Idő     |
| -------- | -------------------------------------------------------------------------------------------- | ------- |
| Arany    | Dánia (DEN) · Thor Kristensen, Thomas Ebert, Stephan Mølvig, Eskild Ebbesen                  | 6:01,39 |
| Ezüst    | Ausztrália (AUS) · Glen Loftus, Anthony Edwards, Ben Cureton, Simon Burgess                  | 6:02,79 |
| Bronz    | Olaszország (ITA) · Lorenzo Bertini, Catello Amarante, Salvatore Amitrano, Bruno Mascarenhas | 6:03,74 |
| 4.       | Hollandia (NED) · Gerard van der Linden, Ivo Snijders, Karel Dormans, Joeri de Groot         | 6:03,79 |
| 5.       | Kanada (CAN) · Iain Brambell, Jon Mandick, Gavin Hassett, Jon Beare                          | 6:05,10 |
| 6.       | Írország (IRL) · Richard Archibald, Eugene Coakley, Niall O'Toole, Paul Griffin              | 6:09,96 |